# Czech International Junior Indoor Tennis Championships

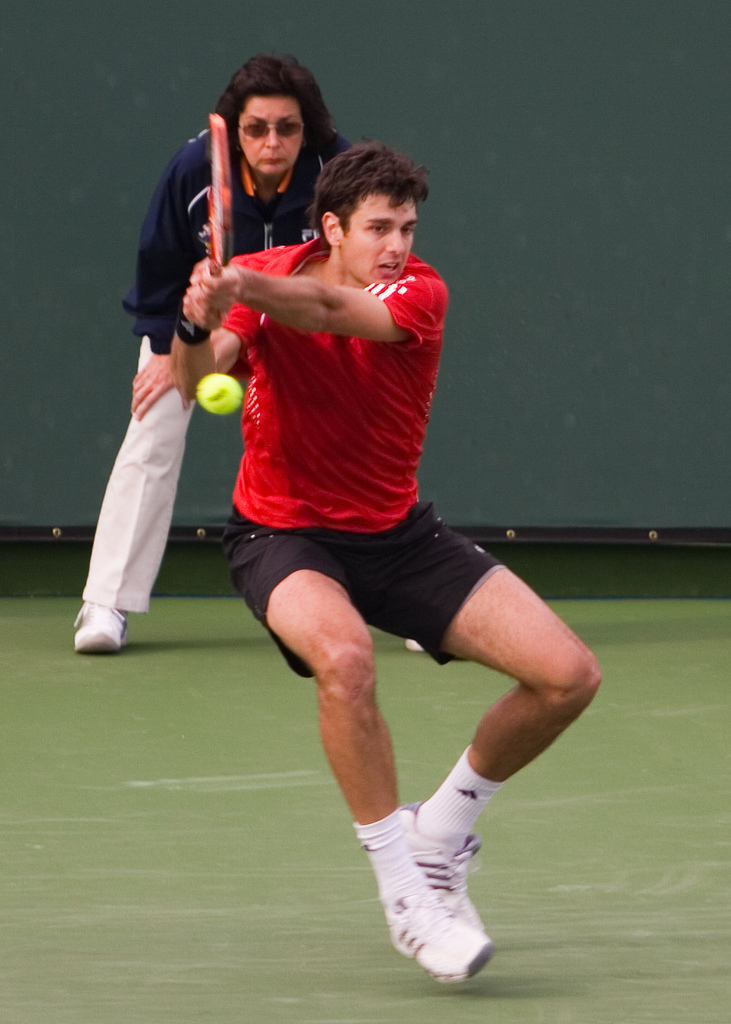
Хорват Марио Анчич — чемпион турнира 1999 года и будущий полуфиналист Уимблдона в одиночном разряде среди взрослых.

RPM Junior Vestec Open 2020 — крупный международный юниорский турнир, проводящийся в Праге, Чехия. Приз имеет вторую по значимости, для подобных соревнований, категорию по классификации ITF.

## Общая информация
Чемпионат основан в 1988 году под именем Международного чемпионата Чехословакии как часть зимней серии юниорского тура ITF. С первого розыгрыша проводятся соревнования в четырёх разрядах: в одиночном и парном разряде, у юношей и девушек. До 2004 года приз относился ко второй категории, а затем его статус был повышен на одну ступень градации; до 2012 года в качестве покрытия использовалась одна из модификаций ковровых кортов, а после — одна из модификаций хардовых.
До 2016 года турнир проходил в Пршерове, а затем был переведён в Прагу. В 2022-м году турнир был переведён на лето и стал проводиться на грунтовых кортах.
Соревнование традиционно собирает сильный состав, принимая у себя множество юных теннисистов, по финансовым или календарным причинам проводящих эту часть сезона в Европе. В разные годы победителями турнира становились Петра Квитова, Вашек Поспишил, Анастасия Павлюченкова, Кирстен Флипкенс, Томаш Бердых, Марио Анчич и ряд других.

## Список победителей
| Год  | Одиночный разряд       | Одиночный разряд       | Парный разряд                         | Парный разряд                              |
| Год  | Юноши                  | Девушки                | Юноши                                 | Девушки                                    |
| ---- | ---------------------- | ---------------------- | ------------------------------------- | ------------------------------------------ |
| 2020 | Манс Далберг           | Кристина Дмитрук       | Ессе де Ягер Илья Снитари             | Кристина Дмитрук Алёна Фалей               |
| 2019 | Илья Белобородько      | Кристина Лавичкова     | Батист Анселмо Лорис Пурруа           | Обан Дроге Селена Яничевич                 |
| 2018 | Деней Вассерманн       | Мария Тимофеева        | Арно Бови Михал Микула                | Виктория Канапацкая Оксана Селехметьева    |
| 2017 | Алехандро Давидович    | Камилла Рахимова       | Давид Юрас Никита Маштаков            | Шалине-Дорин Пипа Анастазья Росновская     |
| 2016 | Юрий Родионов          | Моника Килнарова       | Марвин Мёллер Луис Вессельс           | Клара Гайкова Доминика Суёва               |
| 2015 | Михал Дембек           | Олеся Первушина        | Маттиас Симар Еро Васа                | Чжо Исюань Николина Йович                  |
| 2014 | Зденек Колар           | Евгения Левашова       | Домагой Билешко Ондрей Крстев         | Анна Калинская Евгения Левашова            |
| 2013 | Роман Сафиуллин        | Алина Силич            | Даниэль Бауманн Йоханнес Хертайс      | Юстина Микульските Аквилле Паразинскайте   |
| 2012 | Максимиллиан Мартеррер | Белинда Бенчич         | Билли Харрис Кристофер Пирс           | Кристина Роучкова Катерина Синякова        |
| 2011 | Марек Роута            | Алисон ван Эйтванк     | Владислав Манафов Александр Метревели | Барбара Хаас Патриция Хаас                 |
| 2010 | Денис Мылокостов       | Ирина Хромачёва        | Петер Геллер Марко Крицкович          | Клара Фабикова Пернилья Мендесова          |
| 2009 | Сандро Эрат            | Валерия Савиных        | Роберт Румлер Радим Урбанек           | Паула Каня Магда Линетт                    |
| 2008 | Даниэль Смитхёрст      | Зарина Дияс            | Евгений Донской Станислав Вовк        | Анна Арина Моренко Анна Орлик              |
| 2007 | Владимир Карусевич     | Петра Квитова          | Вашек Поспишил Сесар Рамирес          | Ким-Алице Грайдек Зина Кайзер              |
| 2006 | Артур Чернов           | Урсула Радваньская     | Раду Албот Драгос Кристьян Мыртя      | Моника Коханова Урсула Радваньская         |
| 2005 | Алёша Трон             | Анастасия Павлюченкова | Павел Чехов Валерий Руднев            | Кристина Антонийчук Анастасия Павлюченкова |
| 2004 | Камил Чапкович         | Агнеш Савай            | Камил Чапкович Петер Миклушичак       | Габриэла Никулеску Моника Никулеску        |
| 2003 | Кристиан Блоккер       | Алла Кудрявцева        | Петер Миклушичак Филип Полашек        | Михаэлла Крайчек Катерина Крамперова       |
| 2002 | Даниэль Лустиг         | Элизе Тамаэла          | Михел Конинг Бас ван дер Валк         | Кирстен Флипкенс Лина Станчюте             |
| 2001 | Томаш Бердых           | Ана Врлич              | Александр Харпинтидис Давид Олейничак | Ева Грдинова Эма Янаскова                  |
| 2000 | Роман Валан            | Эма Янаскова           | Душан Карол Ян Масик                  | Ева Бирнерова Павлина Тихая                |
| 1999 | Марио Анчич            | Йоана Гаспар           | Якуб Гашек Ян Мертль                  | Петра Цетковская Павлина Тихая             |
| 1998 | Ярослав Левинский      | Миа Бурич              | Ладислав Храмоста Ян Мюллер           | Ева Бирнерова Кристина Песатова            |
| 1997 | Робин Вик              | Йитка Шонфельдова      | Томаш Гайек Ярослав Левинский         | Михаэла Паштикова Йитка Шонфельдова        |
| 1996 | Мартин Бартонек        | Йитка Шонфельдова      | Томаш Цибулец Радек Штепанек          | Яна Ондроухова Гана Шромова                |
| 1995 | Хенрик Андерссон       | Яна Ондроухова         | Леош Фридль Радек Штепанек            | Яна Ондроухова Гана Шромова                |
| 1994 | Иржи Гоблер            | Ленка Ценкова          | Тимоти Аэртс Арно Фонтен              | Ленка Ценкова Либуша Прушова               |
| 1993 | Роман Кукал            | Ленка Ценкова          | Петр Дезорт Иржи Гоблер               | Каролина Бакаларова Ленка Немецкова        |